# Linté
Linté est une localité du Cameroun située dans la région du Centre et le département du Mbam-et-Kim. Elle fait partie de la commune de Yoko. C'est une chefferie vute.

## Ressources naturelles
La région est riche en ressources forestières. René Letouzey s'y rendit en 1966 et y collecta 144 spécimens botaniques.

## Population
En 1966 le village comptait 1 109 habitants, principalement des Vute. À cette date, le village disposait d'une école publique, d'une école catholique à cycle incomplet et d'une mission protestante.
Lors du recensement de 2005, on dénombrait 8 889 personnes dans le canton de Linté, dont 2 146 pour Linté proprement dit.